# Sezon 2021/2022 w klubowej europejskiej piłce siatkowej mężczyzn
Artykuł stanowi zestawienie rozgrywek ligowych lub mistrzowskich najwyższej i drugiej klasy oraz pucharów i superpucharów organizowanych przez federacje zrzeszone w Europejskiej Konfederacji Piłki Siatkowej (CEV), a także rozgrywek regionalnych i europejskich pucharów w sezonie 2021/2022.
Ze względu na inwazję Rosji na Ukrainę od 1 marca 2022 roku federacje rosyjska i białoruska zostały zawieszone przez CEV.
W Andorze, Liechtensteinie, Malcie, Monako oraz San Marino nie odbyły się żadne oficjalne seniorskie rozgrywki klubowe.

## Podsumowanie sezonu
obroniony tytuł z poprzedniego sezonu
| Europejskie puchary | Europejskie puchary                | Europejskie puchary |
| ------------------- | ---------------------------------- | ------------------- |
| Rozgrywki           | Zwycięzca                          | Zwycięzca           |
| Liga Mistrzów       | Grupa Azoty ZAKSA Kędzierzyn-Koźle | (więcej)            |
| Puchar CEV          | Vero Volley Monza                  | (więcej)            |
| Puchar Challenge    | Narbonne Volley                    | (więcej)            |

| Rozgrywki regionalne    | Rozgrywki regionalne | Rozgrywki regionalne |
| ----------------------- | -------------------- | -------------------- |
| Rozgrywki               | Zwycięzca            | Zwycięzca            |
| Puchar BVA              | Halkbank             | (więcej)             |
| Liga Środkowoeuropejska | ACH Volley Lublana   | (więcej)             |
| Liga bałtycka           | Bigbank Tartu        | (więcej)             |

| Rozgrywki krajowe    | Rozgrywki krajowe                  | Rozgrywki krajowe | Rozgrywki krajowe                  | Rozgrywki krajowe | Rozgrywki krajowe          | Rozgrywki krajowe     |
| -------------------- | ---------------------------------- | ----------------- | ---------------------------------- | ----------------- | -------------------------- | --------------------- |
| Państwo              | Mistrzostwo                        | Mistrzostwo       | Zdobywca pucharu                   | Zdobywca pucharu  | Zdobywca superpucharu      | Zdobywca superpucharu |
| Albania              | Tirana                             | (więcej)          | Tirana                             | (więcej)          |                            |                       |
| Anglia               | Durham Palatinates                 | (więcej)          | Richmond Docklands                 | (więcej)          |                            |                       |
| Armenia              | FIMA                               | (więcej)          | MSKH                               | (więcej)          |                            |                       |
| Austria              | Union Raiffeisen Waldviertel       | (więcej)          | Union Raiffeisen Waldviertel       | (więcej)          |                            |                       |
| Azerbejdżan          | Murov                              | (więcej)          |                                    |                   |                            |                       |
| Belgia               | Knack Roeselare                    | (więcej)          | Caruur Volley Gent                 | (więcej)          |                            |                       |
| Białoruś             | Szachcior Soligorsk                | (więcej)          | Szachcior Soligorsk                | (więcej)          | Stroitiel Mińsk            | (więcej)              |
| Bośnia i Hercegowina | OK Kakanj 78                       | (więcej)          | OK Mladost Brčko                   | (więcej)          |                            |                       |
| Bułgaria             | Chebyr Pazardżik                   | (więcej)          | Chebyr Pazardżik                   | (więcej)          | Chebyr Pazardżik           | (więcej)              |
| Chorwacja            | HAOK Mladost Zagrzeb               | (więcej)          | HAOK Mladost Zagrzeb               | (więcej)          |                            |                       |
| Cypr                 | Omonia Nikozja                     | (więcej)          | Omonia Nikozja                     | (więcej)          | Omonia Nikozja             | (więcej)              |
| Czarnogóra           | Budva                              | (więcej)          | Budva                              | (więcej)          |                            |                       |
| Czechy               | VK ČEZ Karlovarsko                 | (więcej)          | VK Jihostroj České Budějovice      | (więcej)          | VK ČEZ Karlovarsko         | (więcej)              |
| Dania                | Middelfart VK                      | (więcej)          | Gentofte Volley                    | (więcej)          |                            |                       |
| Estonia              | Bigbank Tartu                      | (więcej)          | Bigbank Tartu                      | (więcej)          |                            |                       |
| Finlandia            | Vammalan Lentopallo                | (więcej)          | Savo Volley                        | (więcej)          |                            |                       |
| Francja              | Montpellier HSC VB                 | (więcej)          | Chaumont VB 52 Haute-Marne         | (więcej)          | Chaumont VB 52 Haute-Marne | (więcej)              |
| Gibraltar            | Gib Polonia VC                     | (więcej)          |                                    |                   |                            |                       |
| Grecja               | Panathinaikos AO                   | (więcej)          | PAOK                               | (więcej)          | AO Foinikas ONEX Syros     | (więcej)              |
| Grenlandia           | GSS                                | (więcej)          |                                    |                   |                            |                       |
| Gruzja               | Cageri                             | (więcej)          | Cageri                             | (więcej)          |                            |                       |
| Hiszpania            | Unicaja Costa de Almería           | (więcej)          | Melilla Sport Capital              | (więcej)          | CV Guaguas Las Palmas      | (więcej)              |
| Holandia             | Draisma Dynamo Apeldoorn           | (więcej)          | Amysoft Lycurgus Groningen         | (więcej)          | Draisma Dynamo Apeldoorn   | (więcej)              |
| Irlandia             | UCD                                | (więcej)          |                                    |                   |                            |                       |
| Irlandia Północna    | Aztecs Eagles                      | (więcej)          |                                    |                   |                            |                       |
| Islandia             | Hamar                              | (więcej)          | Hamar                              | (więcej)          | Hamar                      | (więcej)              |
| Izrael               | Maccabi Tel Awiw                   | (więcej)          | Hapoel Matte Aszer                 | (więcej)          |                            |                       |
| Kosowo               | KV Peja                            | (więcej)          | KV Peja                            | (więcej)          |                            |                       |
| Litwa                | Amber-Arlanga Gorżdy               | (więcej)          | Amber-Arlanga Gorżdy               | (więcej)          |                            |                       |
| Luksemburg           | VC Stroossen                       | (więcej)          | VC Stroossen                       | (więcej)          |                            |                       |
| Łotwa                | SK Jēkabpils Lūši                  | (więcej)          | SK Jēkabpils Lūši                  | (więcej)          | SK Jēkabpils Lūši          | (więcej)              |
| Macedonia Północna   | Strumica 47&72                     | (więcej)          | Strumica 47&72                     | (więcej)          |                            |                       |
| Mołdawia             | USM Kiszyniów                      | (więcej)          | SKA Bendery                        | (więcej)          |                            |                       |
| Niemcy               | Berlin Recycling Volleys           | (więcej)          | VfB Friedrichshafen                | (więcej)          | Berlin Recycling Volleys   | (więcej)              |
| Norwegia             | IL Koll                            | (więcej)          | TIF Viking Bergen                  | (więcej)          |                            |                       |
| Polska               | Grupa Azoty ZAKSA Kędzierzyn-Koźle | (więcej)          | Grupa Azoty ZAKSA Kędzierzyn-Koźle | (więcej)          | Jastrzębski Węgiel         | (więcej)              |
| Portugalia           | SL Benfica                         | (więcej)          | SL Benfica                         | (więcej)          | SL Benfica                 | (więcej)              |
| Rosja                | Dinamo Moskwa                      | (więcej)          | Zenit Kazań                        | (więcej)          | Dinamo Moskwa              | (więcej)              |
| Rumunia              | CSM Arcada Galați                  | (więcej)          | CSM Arcada Galați                  | (więcej)          | Dinamo Bukareszt           | (więcej)              |
| Serbia               | Vojvodina NS seme Nowy Sad         | (więcej)          | Partizan Soccerbet Belgrad         | (więcej)          | Vojvodina NS seme Nowy Sad | (więcej)              |
| Słowacja             | Rieker UJS Komárno                 | (więcej)          | Rieker UJS Komárno                 | (więcej)          |                            |                       |
| Słowenia             | ACH Volley Lublana                 | (więcej)          | ACH Volley Lublana                 | (więcej)          |                            |                       |
| Szkocja              | City of Edinburgh                  | (więcej)          | City of Edinburgh                  | (więcej)          |                            |                       |
| Szwajcaria           | Lindaren Volley Amriswil           | (więcej)          | Lindaren Volley Amriswil           | (więcej)          | TSV Jona Volleyball        | (więcej)              |
| Szwecja              | Hylte/Halmstad VBK                 | (więcej)          |                                    |                   |                            |                       |
| Turcja               | Ziraat Bankkart                    | (więcej)          | Arkas Spor Izmir                   | (więcej)          | Ziraat Bankkart            | (więcej)              |
| Ukraina              | Epicentr-Podolany Horodok          | (więcej)          | —                                  | (więcej)          | Żytyczi-PNU Żytomierz      | (więcej)              |
| Węgry                | Pénzügyőr SE                       | (więcej)          | Épkar Pénzügyőr SE                 | (więcej)          |                            |                       |
| Włochy               | Cucine Lube Civitanova             | (więcej)          | Sir Safety Conad Perugia           | (więcej)          | Itas Trentino              | (więcej)              |
| Wyspy Owcze          | Mjølnir                            | (więcej)          | Mjølnir                            | (więcej)          | Mjølnir                    | (więcej)              |

## Europejskie puchary i rozgrywki regionalne

### Europejskie puchary
| Nazwa rozgrywek  | I miejsce                          | II miejsce    | Tytuł | Poprzedni tytuł |       |
| ---------------- | ---------------------------------- | ------------- | ----- | --------------- | ----- |
| Liga Mistrzów    | Grupa Azoty ZAKSA Kędzierzyn-Koźle | Itas Trentino | 2.    | 2020/2021       | [ 1 ] |
| Puchar CEV       | Vero Volley Monza                  | Tours VB      | 1.    | —               | [ 2 ] |
| Puchar Challenge | Narbonne Volley                    | Halkbank      | 1.    | —               | [ 3 ] |

### Rozgrywki regionalne
| Nazwa rozgrywek         | I miejsce          | II miejsce           | Tytuł | Poprzedni tytuł |       |
| ----------------------- | ------------------ | -------------------- | ----- | --------------- | ----- |
| Puchar BVA              | Halkbank           | Radnički Kragujevac  | 2.    | 2020            | [ 4 ] |
| Liga Środkowoeuropejska | ACH Volley Lublana | HAOK Mladost Zagrzeb | 12.   | 2020/2021       | [ 5 ] |
| Credit24 Meistriliiga   | Bigbank Tartu      | TalTech              | 4.    | 2018/2019       | [ 6 ] |

## Rozgrywki krajowe

### Rozgrywki ligowe / mistrzowskie
| Państwo              | Oficjalna nazwa rozgrywek          | I miejsce                          | II miejsce                     | Tytuł | Poprzedni tytuł |               |
| -------------------- | ---------------------------------- | ---------------------------------- | ------------------------------ | ----- | --------------- | ------------- |
| Albania              | Superliga                          | Tirana                             | Erzeni                         | 10.   | 1993/1994       | [ 7 ]         |
| Albania / Kosowo     | Liga Gjergj Kastrioti              | Tirana                             | Erzeni                         | 1.    | —               | [ 8 ]         |
| Anglia               | Super League                       | Durham Palatinates                 | Malory Eagles UEL              | 1.    | —               | [ 9 ]         |
| Armenia              | Mistrzostwa Armenii                | FIMA                               | BKMA                           | 13.   | 2017            | [ 10 ]        |
| Austria              | Austrian Volley League             | Union Raiffeisen Waldviertel       | SK Zadruga Aich/Dob            | 1.    | —               | [ 11 ]        |
| Azerbejdżan          | Yüksək Liqa                        | Murov                              | Neftçi                         | 1.    | —               | [ 12 ]        |
| Belgia               | EuroMillions Volley League         | Knack Roeselare                    | Decospan Volley Team Menen     | 13.   | 2020/2021       | [ 13 ]        |
| Białoruś             | Wyszejszaja liha                   | Szachcior Soligorsk                | Stroitiel Mińsk                | 6.    | 2020/2021       | [ 14 ]        |
| Bośnia i Hercegowina | Premijer liga                      | OK Kakanj 78                       | OK Mladost Brčko               | 12.   | 2012/2013       | [ 15 ]        |
| Bułgaria             | efbet Super Volley                 | Chebyr Pazardżik                   | Neftochimik 2010 Burgas        | 2.    | 2020/2021       | [ 16 ]        |
| Chorwacja            | Superliga                          | HAOK Mladost Zagrzeb               | MOK Mursa Osijek               | 21.   | 2020/2021       | [ 17 ]        |
| Cypr                 | Protatlima OPAP A΄ katigorias      | Omonia Nikozja                     | Green Air Pafiakos Pafos       | 6.    | 2020/2021       | [ 18 ]        |
| Czarnogóra           | Prva liga                          | Budva                              | Budućnost Podgorica            | 4.    | 2020/2021       | [ 19 ]        |
| Czechy               | UNIQA volejbalová extraliga        | VK ČEZ Karlovarsko                 | VK Lvi Praha                   | 3.    | 2020/2021       | [ 20 ]        |
| Dania                | VolleyLigaen                       | Middelfart VK                      | Gentofte Volley                | 5.    | 2011/2012       | [ 21 ]        |
| Estonia              | Eesti meistrivõistlused            | Bigbank Tartu                      | Pärnu VK                       | 5.    | 2020/2021       | [ 22 ]        |
| Finlandia            | Mestaruusliiga                     | Vammalan Lentopallo                | Savo Volley                    | 7.    | 2020/2021       | [ 23 ]        |
| Francja              | Ligue A                            | Montpellier HSC VB                 | Tours VB                       | 8.    | 1974/1975       | [ 24 ]        |
| Gibraltar            | Gibraltar Volleyball League        | Gib Polonia VC                     | Thryft                         | 1.    | —               | [ 25 ]        |
| Grecja               | Volley League                      | Panathinaikos AO                   | Olympiakos SFP                 | 20.   | 2019/2020       | [ 26 ]        |
| Grenlandia           | GM                                 | GSS                                | I-69                           | 18.   | 2021            | [ 27 ]        |
| Gruzja               | Erownuli Czempionati Umaglesi Liga | Cageri                             | GTU                            | bd.   | 2018/2019       | [ 28 ]        |
| Hiszpania            | Superliga                          | Unicaja Costa de Almería           | Melilla Sport Capital          | 12.   | 2015/2016       | [ 29 ]        |
| Holandia             | Eredivisie                         | Draisma Dynamo Apeldoorn           | Active Living Orion Doetinchem | 14.   | 2020/2021       | [ 30 ]        |
| Irlandia             | Premier League                     | UCD                                | DVC Bravo                      | 6.    | 2018/2019       | [ 31 ] [ 32 ] |
| Irlandia Północna    | Premier League                     | Aztecs Eagles                      | Ballymoney Blaze               | bd.   | 2018/2019       | [ 33 ]        |
| Islandia             | Úrvalsdeild                        | Hamar                              | HK                             | 2.    | 2020/2021       | [ 34 ]        |
| Izrael               | Superliga                          | Maccabi Tel Awiw                   | Hapoel Matte Aszer             | 13.   | 2020/2021       | [ 35 ]        |
| Kosowo               | Superliga                          | KV Peja                            | KV Luboteni                    | 5.    | 2020/2021       | [ 36 ]        |
| Litwa                | TOP SPORT Lietuvos čempionatas     | Amber-Arlanga Gorżdy               | Sūduva Mariampol               | 3.    | 2020/2021       | [ 37 ]        |
| Luksemburg           | Novotel-Ligue                      | VC Stroossen                       | Volley Bartreng                | 16.   | 2020/2021       | [ 38 ]        |
| Łotwa                | Optibet Latvijas čempionāts        | SK Jēkabpils Lūši                  | RTU Robežsardze/Jūrmala        | 4.    | 2021            | [ 39 ]        |
| Macedonia Północna   | Prwa liga                          | Strumica 47&72                     | Szkendija Tetowo               | 9.    | 2020/2021       | [ 40 ]        |
| Mołdawia             | Campionatul Moldovei               | USM Kiszyniów                      | SKA Bendery                    | 2.    | 2018/2019       | [ 41 ]        |
| Niemcy               | 1. Bundesliga                      | Berlin Recycling Volleys           | VfB Friedrichshafen            | 12.   | 2020/2021       | [ 42 ]        |
| Norwegia             | Mizunoligaen                       | IL Koll                            | TIF Viking Bergen              | 1.    | —               |               |
| Polska               | PlusLiga                           | Grupa Azoty ZAKSA Kędzierzyn-Koźle | Jastrzębski Węgiel             | 9.    | 2018/2019       | [ 43 ]        |
| Portugalia           | Liga Una Seguros                   | SL Benfica                         | Sporting CP                    | 10.   | 2020/2021       | [ 44 ]        |
| Rosja                | Superliga Paribet                  | Dinamo Moskwa                      | Lokomotiw Nowosybirsk          | 4.    | 2020/2021       | [ 45 ]        |
| Rumunia              | Divizia A1                         | CSM Arcada Galați                  | Dinamo Bukareszt               | 4.    | 2020/2021       | [ 46 ]        |
| Serbia               | BPŠ Superliga                      | Vojvodina NS seme Nowy Sad         | Crvena zvezda Belgrad          | 7.    | 2020/2021       | [ 47 ]        |
| Słowacja             | Niké Extraliga                     | Rieker UJS Komárno                 | VK Mirad UNIPO Prešov          | 2.    | 2020/2021       | [ 48 ]        |
| Słowenia             | Sportklub prva odbojkarska liga    | ACH Volley Lublana                 | Calcit Kamnik                  | 18.   | 2019/2020       | [ 49 ]        |
| Szkocja              | Premier League                     | City of Edinburgh                  | City of Glasgow Ragazzi        | 4.    | 2019/2020       | [ 50 ]        |
| Szwajcaria           | Nationalliga A                     | Lindaren Volley Amriswil           | Chênois Genève Volleyball      | 5.    | 2016/2017       | [ 51 ]        |
| Szwecja              | Elitserien                         | Hylte/Halmstad VBK                 | Falkenbergs VBK                | 10.   | 2020/2021       | [ 52 ]        |
| Turcja               | AXA Sigorta Efeler Ligi            | Ziraat Bankkart                    | Halkbank                       | 2.    | 2020/2021       | [ 53 ]        |
| Ukraina              | Superliga-Dmart                    | Epicentr-Podolany Horodok          | Barkom-Każany Lwów             | 1.    | —               | [ 54 ]        |
| Węgry                | Extraliga                          | Pénzügyőr SE                       | Fino Kaposvár SE               | 2.    | 2020/2021       | [ 55 ]        |
| Włochy               | Superlega Credem Banca             | Cucine Lube Civitanova             | Sir Safety Conad Perugia       | 7.    | 2020/2021       | [ 56 ]        |
| Wyspy Owcze          | Føroya Tele-deildin                | Mjølnir                            | ÍF                             | 12.   | 2020/2021       | [ 57 ]        |

### Rozgrywki pucharowe
| Państwo              | Rozgrywki             | I miejsce                                                                         | II miejsce                                                                        | Tytuł                                                                             | Poprzedni tytuł                                                                   |         |
| -------------------- | --------------------- | --------------------------------------------------------------------------------- | --------------------------------------------------------------------------------- | --------------------------------------------------------------------------------- | --------------------------------------------------------------------------------- | ------- |
| Albania              | Puchar                | Tirana                                                                            | Erzeni                                                                            | 8.                                                                                | 1995/1996                                                                         | [ 58 ]  |
| Albania              | Puchar FSHV           | Tirana                                                                            | Vllaznia Szkodra                                                                  | 3.                                                                                | 2018                                                                              | [ 59 ]  |
| Albania / Kosowo     | Puchar Niepodległości | Tirana                                                                            | Erzeni                                                                            | 1.                                                                                | —                                                                                 | [ 60 ]  |
| Anglia               | Puchar                | Richmond Docklands                                                                | Newcastle Staffs                                                                  | 3.                                                                                | 2006/2007                                                                         | [ 61 ]  |
| Armenia              | Puchar                | MSKH                                                                              | BKMA                                                                              | 1.                                                                                | —                                                                                 | [ 62 ]  |
| Austria              | Puchar                | Union Raiffeisen Waldviertel                                                      | VCA Amstetten Niederösterreich                                                    | 1.                                                                                | —                                                                                 | [ 63 ]  |
| Azerbejdżan          | Puchar Zwycięstwa     | Neftçi                                                                            | Murov                                                                             | 1.                                                                                | —                                                                                 | [ 64 ]  |
| Belgia               | Puchar                | Caruur Volley Gent                                                                | Lindemans Aalst                                                                   | 1.                                                                                | —                                                                                 | [ 65 ]  |
| Białoruś             | Puchar                | Szachcior Soligorsk                                                               | Marko-WGTU Witebsk                                                                | 4.                                                                                | 2020                                                                              | [ 66 ]  |
| Białoruś             | Superpuchar           | Stroitiel Mińsk                                                                   | Szachcior Soligorsk                                                               | 2.                                                                                | 2017                                                                              | [ 67 ]  |
| Bośnia i Hercegowina | Puchar                | OK Mladost Brčko                                                                  | HOK Domaljevac                                                                    | 8.                                                                                | 2020/2021                                                                         | [ 68 ]  |
| Bułgaria             | Puchar                | Chebyr Pazardżik                                                                  | Neftochimik 2010 Burgas                                                           | 3.                                                                                | 2019/2020                                                                         | [ 69 ]  |
| Bułgaria             | Superpuchar           | Chebyr Pazardżik                                                                  | Neftochimik 2010 Burgas                                                           | 2.                                                                                | 2019                                                                              | [ 70 ]  |
| Chorwacja            | Puchar                | HAOK Mladost Zagrzeb                                                              | MOK Mursa Osijek                                                                  | 22.                                                                               | 2019/2020                                                                         | [ 71 ]  |
| Cypr                 | Puchar                | Omonia Nikozja                                                                    | Nea Salamina Famagusta                                                            | 8.                                                                                | 2020/2021                                                                         | [ 72 ]  |
| Cypr                 | Superpuchar           | Omonia Nikozja                                                                    | Enosis Neon Paralimni                                                             | 7.                                                                                | 2019                                                                              | [ 73 ]  |
| Czarnogóra           | Puchar                | Budva                                                                             | Budućnost Podgorica                                                               | 4.                                                                                | 2020/2021                                                                         | [ 74 ]  |
| Czechy               | Puchar                | VK Jihostroj České Budějovice                                                     | VK ČEZ Karlovarsko                                                                | 8.                                                                                | 2019/2020                                                                         | [ 75 ]  |
| Czechy               | Superpuchar           | VK ČEZ Karlovarsko                                                                | VK Dukla Liberec                                                                  | 1.                                                                                | —                                                                                 | [ 76 ]  |
| Dania                | Puchar                | Gentofte Volley                                                                   | Middelfart VK                                                                     | 8.                                                                                | 2019/2020                                                                         | [ 77 ]  |
| Estonia              | Puchar                | Bigbank Tartu                                                                     | Selver Tallinn                                                                    | 4.                                                                                | 2019                                                                              | [ 78 ]  |
| Finlandia            | Puchar                | Savo Volley                                                                       | Kokkolan Tiikerit                                                                 | 1.                                                                                | —                                                                                 | [ 79 ]  |
| Francja              | Puchar                | Chaumont VB 52 Haute-Marne                                                        | Tours VB                                                                          | 1.                                                                                | —                                                                                 | [ 80 ]  |
| Francja              | Superpuchar           | Chaumont VB 52 Haute-Marne                                                        | AS Cannes                                                                         | 2.                                                                                | 2017                                                                              | [ 81 ]  |
| Gibraltar            | Puchar Ligi           | Gib Polonia VC                                                                    | GFRS                                                                              | 1.                                                                                | —                                                                                 | [ 82 ]  |
| Grecja               | Puchar                | PAOK                                                                              | AO Foinikas ONEX Syros                                                            | 4.                                                                                | 2018/2019                                                                         | [ 83 ]  |
| Grecja               | Puchar Ligi           | Panathinaikos AO                                                                  | PAOK                                                                              | 2.                                                                                | 2019/2020                                                                         | [ 84 ]  |
| Grecja               | Superpuchar           | AO Foinikas ONEX Syros                                                            | Olympiakos SFP                                                                    | 1.                                                                                | —                                                                                 | [ 85 ]  |
| Gruzja               | Puchar                | Cageri                                                                            | Batumi                                                                            | 1.                                                                                | —                                                                                 | [ 86 ]  |
| Hiszpania            | Puchar Króla          | Melilla Sport Capital                                                             | Unicaja Costa de Almería                                                          | 1.                                                                                | —                                                                                 | [ 87 ]  |
| Hiszpania            | Superpuchar           | CV Guaguas Las Palmas                                                             | Feníe Energía Mallorca Voley Palma                                                | 1.                                                                                | —                                                                                 | [ 88 ]  |
| Holandia             | Puchar                | Amysoft Lycurgus Groningen                                                        | Active Living Orion Doetinchem                                                    | 4.                                                                                | 2020/2021                                                                         | [ 89 ]  |
| Holandia             | Superpuchar           | Draisma Dynamo Apeldoorn                                                          | Amysoft Lycurgus Groningen                                                        | 9.                                                                                | 2010                                                                              | [ 90 ]  |
| Islandia             | Puchar                | Hamar                                                                             | KA                                                                                | 2.                                                                                | 2020/2021                                                                         | [ 91 ]  |
| Islandia             | Superpuchar           | Hamar                                                                             | Afturelding                                                                       | 1.                                                                                | —                                                                                 | [ 92 ]  |
| Izrael               | Puchar                | Hapoel Matte Aszer                                                                | VC Eilabun                                                                        | 13.                                                                               | 2018/2019                                                                         | [ 93 ]  |
| Kosowo               | Puchar                | KV Peja                                                                           | KV Ferizaj                                                                        | bd.                                                                               | 2021                                                                              | [ 94 ]  |
| Kosowo               | Puchar FVK            | KV Ferizaj                                                                        | KV Peja                                                                           | 1.                                                                                | —                                                                                 | [ 95 ]  |
| Litwa                | Puchar                | Amber-Arlanga Gorżdy                                                              | Sūduva Mariampol                                                                  | 4.                                                                                | 2020                                                                              | [ 96 ]  |
| Luksemburg           | Puchar                | VC Stroossen                                                                      | Volley Bartreng                                                                   | 14.                                                                               | 2018/2019                                                                         | [ 97 ]  |
| Łotwa                | Puchar                | SK Jēkabpils Lūši                                                                 | RTU Robežsardze/Jūrmala                                                           | 4.                                                                                | 2018                                                                              | [ 98 ]  |
| Łotwa                | Superpuchar           | SK Jēkabpils Lūši                                                                 | RTU Robežsardze/Jūrmala                                                           | 2.                                                                                | 2021                                                                              | [ 99 ]  |
| Macedonia Północna   | Puchar                | Strumica 47&72                                                                    | Wardar Skopje                                                                     | 9.                                                                                | 2020/2021                                                                         | [ 100 ] |
| Mołdawia             | Puchar                | SKA Bendery                                                                       | Speranța-Găgăuzia Vulcănești                                                      | bd.                                                                               | brak danych                                                                       | [ 101 ] |
| Niemcy               | Puchar                | VfB Friedrichshafen                                                               | SVG Lüneburg                                                                      | 17.                                                                               | 2018/2019                                                                         | [ 102 ] |
| Niemcy               | Superpuchar           | Berlin Recycling Volleys                                                          | United Volleys Frankfurt                                                          | 3.                                                                                | 2020                                                                              | [ 103 ] |
| Norwegia             | Puchar / NM           | TIF Viking Bergen                                                                 | IL Koll                                                                           | 10.                                                                               | 2017/2018                                                                         | [ 104 ] |
| Polska               | Puchar                | Grupa Azoty ZAKSA Kędzierzyn-Koźle                                                | Jastrzębski Węgiel                                                                | 9.                                                                                | 2020/2021                                                                         | [ 105 ] |
| Polska               | Superpuchar           | Jastrzębski Węgiel                                                                | Grupa Azoty ZAKSA Kędzierzyn-Koźle                                                | 1.                                                                                | —                                                                                 | [ 106 ] |
| Portugalia           | Puchar                | SL Benfica                                                                        | AJ Fonte Bastardo                                                                 | 19.                                                                               | 2018/2019                                                                         | [ 107 ] |
| Portugalia           | Puchar Federacji      | AJ Fonte Bastardo                                                                 | AA Espinho                                                                        | 1.                                                                                | —                                                                                 | [ 108 ] |
| Portugalia           | Superpuchar           | SL Benfica                                                                        | Sporting CP                                                                       | 11.                                                                               | 2020                                                                              | [ 109 ] |
| Rosja                | Puchar                | Zenit Kazań                                                                       | Dinamo Moskwa                                                                     | 10.                                                                               | 2019                                                                              | [ 110 ] |
| Rosja                | Superpuchar           | Dinamo Moskwa                                                                     | Zenit Petersburg                                                                  | 3.                                                                                | 2009                                                                              | [ 111 ] |
| Rumunia              | Puchar                | CSM Arcada Galați                                                                 | Steaua Bukareszt                                                                  | 2.                                                                                | 2016/2017                                                                         | [ 112 ] |
| Rumunia              | Superpuchar           | Dinamo Bukareszt                                                                  | CSM Arcada Galați                                                                 | 1.                                                                                | —                                                                                 | [ 113 ] |
| Serbia               | Puchar                | Partizan Soccerbet Belgrad                                                        | Mladi Radnik Požarevac                                                            | 1.                                                                                | —                                                                                 | [ 114 ] |
| Serbia               | Superpuchar           | Vojvodina NS seme Nowy Sad                                                        | Ribnica Kraljevo                                                                  | 4.                                                                                | 2020                                                                              | [ 115 ] |
| Słowacja             | Puchar                | Rieker UJS Komárno                                                                | TJ Slávia Svidník                                                                 | 2.                                                                                | 2015                                                                              | [ 116 ] |
| Słowenia             | Puchar                | ACH Volley Lublana                                                                | Merkur Maribor                                                                    | 13.                                                                               | 2019/2020                                                                         | [ 117 ] |
| Szkocja              | Puchar                | City of Edinburgh                                                                 | University of Edinburgh                                                           | 5.                                                                                | 2018/2019                                                                         |         |
| Szwajcaria           | Puchar                | Lindaren Volley Amriswil                                                          | Volley Schönenwerd                                                                | 7.                                                                                | 2018/2019                                                                         | [ 118 ] |
| Szwajcaria           | Superpuchar           | TSV Jona Volleyball                                                               | Chênois Genève Volleyball                                                         | 1.                                                                                | —                                                                                 | [ 119 ] |
| Szwecja              | Grand Prix            | Z powodu pandemii COVID-19 rozgrywki nie odbyły się.                              | Z powodu pandemii COVID-19 rozgrywki nie odbyły się.                              | Z powodu pandemii COVID-19 rozgrywki nie odbyły się.                              | Z powodu pandemii COVID-19 rozgrywki nie odbyły się.                              | [ 120 ] |
| Turcja               | Puchar                | Arkas Spor Izmir                                                                  | Galatasaray HDI Sigorta                                                           | 3.                                                                                | 2010/2011                                                                         | [ 121 ] |
| Turcja               | Superpuchar           | Ziraat Bankkart                                                                   | Spor Toto                                                                         | 2.                                                                                | 2010                                                                              | [ 122 ] |
| Ukraina              | Puchar                | W związku z inwazją Rosji na Ukrainę rozgrywki zostały przerwane i niedokończone. | W związku z inwazją Rosji na Ukrainę rozgrywki zostały przerwane i niedokończone. | W związku z inwazją Rosji na Ukrainę rozgrywki zostały przerwane i niedokończone. | W związku z inwazją Rosji na Ukrainę rozgrywki zostały przerwane i niedokończone. | [ 123 ] |
| Ukraina              | Superpuchar           | Żytyczi-PNU Żytomierz                                                             | Barkom-Każany Lwów                                                                | 1.                                                                                | —                                                                                 | [ 124 ] |
| Węgry                | Puchar                | Épkar Pénzügyőr SE                                                                | GreenPlan-Vegyész RC Kazincbarcika                                                | 3.                                                                                | 2020/2021                                                                         | [ 125 ] |
| Włochy               | Puchar                | Sir Safety Perugia                                                                | Itas Trentino                                                                     | 3.                                                                                | 2018/2019                                                                         | [ 126 ] |
| Włochy               | Superpuchar           | Itas Trentino                                                                     | Vero Volley Monza                                                                 | 3.                                                                                | 2013                                                                              | [ 127 ] |
| Wyspy Owcze          | Puchar                | Mjølnir                                                                           | ÍF                                                                                | 6.                                                                                | 2020                                                                              | [ 128 ] |
| Wyspy Owcze          | Superpuchar           | Mjølnir                                                                           | ÍF                                                                                | 1.                                                                                | —                                                                                 | [ 129 ] |

### Rozgrywki drugiego poziomu
| Państwo              | Oficjalna nazwa rozgrywek               | I miejsce                                                                         | II miejsce                                                                        |                 |
| -------------------- | --------------------------------------- | --------------------------------------------------------------------------------- | --------------------------------------------------------------------------------- | --------------- |
| Anglia               | Division 1                              | University of Nottingham                                                          | Richmond Bucks                                                                    |                 |
| Austria              | 2. Bundesliga (I faza, grupa 1)         | UNIONvolleys Bisamberg-Hollabrunn                                                 | Raiffeisen VC Wolfurt                                                             | [ 130 ]         |
| Austria              | 2. Bundesliga (I faza, grupa 2)         | hotVolleys Wiedeń                                                                 | SSV HIB Liebenau                                                                  | [ 131 ]         |
| Austria              | 2. Bundesliga (II faza, grupa 1)        | supervolley OÖ/Wels/Steyr                                                         | UVC Raiba Waidhofen/Ybbs                                                          | [ 132 ]         |
| Austria              | 2. Bundesliga (II faza, grupa 2)        | SK Zadruga Aich/Dob 2                                                             | Union VV Döbling                                                                  | [ 133 ]         |
| Azerbejdżan          | I Liqa                                  | Təhsil                                                                            | Azərbaycan Ali Hərbi Məktəbi                                                      | [ 134 ]         |
| Belgia               | Nationale 1                             | Axis Guibertin                                                                    | Interfreight Brabo Antwerp VT                                                     |                 |
| Białoruś             | I liga                                  | Bumprom Homel                                                                     | Gazowik Homel                                                                     | [ 135 ]         |
| Bośnia i Hercegowina | Superliga Federacji Bośni i Hercegowiny | OK Ilidža                                                                         | OK Ilijaš                                                                         | [ 136 ] [ 137 ] |
| Bośnia i Hercegowina | I liga Republiki Serbskiej              | OK Modriča Novoprom                                                               | OK Gacko                                                                          | [ 138 ]         |
| Bułgaria             | Wyższa liga                             | Czerno more Warna                                                                 | Minjor Pernik                                                                     | [ 139 ]         |
| Bułgaria             | Puchar Wyższej ligi                     | Czerno more Warna                                                                 | Czernomorec Bjała                                                                 | [ 140 ]         |
| Chorwacja            | 2. liga (Regija Istok)                  | MOK Mursa Osijek II                                                               | MOK Željezničar Osijek                                                            |                 |
| Chorwacja            | 2. liga (Regija Sjever)                 | OK Medicinar Trnje                                                                | MOK Čazma                                                                         | [ 141 ] [ 142 ] |
| Chorwacja            | 2. liga (Regija Zapad)                  | OK Mlaka                                                                          | MOK Rijeka II                                                                     | [ 143 ]         |
| Cypr                 | Protatlima OPAP B΄ katigorias           | Olympias Frenaros                                                                 | Lemesos Volleyball                                                                | [ 144 ]         |
| Cypr                 | Puchar kategorii B                      | Olympias Frenaros                                                                 | Leondas Liwadion Larnaka                                                          | [ 145 ]         |
| Czechy               | 1. liga                                 | VK Benátky nad Jizerou                                                            | TJ Sokol Bučovice                                                                 | [ 146 ]         |
| Dania                | 1. division Øst                         | Gentofte Volley 2                                                                 | Frederiksberg Volley                                                              |                 |
| Dania                | 1. division Vest                        | Aalborg Volley                                                                    | Randers VK                                                                        |                 |
| Estonia              | I Liiga                                 | Viljandi VK                                                                       | BMF/Rakvere VK                                                                    | [ 147 ]         |
| Finlandia            | 1-sarja                                 | KyKy-Betset Kyyjärvi                                                              | Lempo-Volley                                                                      | [ 148 ]         |
| Francja              | Ligue B                                 | Saint-Nazaire VBA                                                                 | Saint-Quentin Volley                                                              | [ 149 ]         |
| Grecja               | Pre League                              | Pijasos Polichnis                                                                 | FES Aristotelis Skidras                                                           | [ 150 ] [ 151 ] |
| Gruzja               | I Liga                                  | KSW                                                                               | Samtredia                                                                         | [ 152 ]         |
| Hiszpania            | Superliga 2                             | Barça Voleibol                                                                    | Textil Santanderina                                                               | [ 153 ]         |
| Hiszpania            | Puchar Księcia                          | Textil Santanderina                                                               | Sanaya Libby´s La Laguna                                                          | [ 154 ]         |
| Holandia             | Topdivisie                              | Ze względu na problemy terminarzowe rozgrywki zostały przerwane i niedokończone.  | Ze względu na problemy terminarzowe rozgrywki zostały przerwane i niedokończone.  | [ 155 ]         |
| Irlandia             | Division 1                              | Trinity College Dublin                                                            | Net Force                                                                         | [ 156 ] [ 157 ] |
| Irlandia Północna    | Division 1                              | Ballymoney Blaze 2                                                                | Belfast Wolves                                                                    | [ 158 ]         |
| Islandia             | 1. deild                                | KA B                                                                              | HK B                                                                              | [ 159 ]         |
| Izrael               | Liga Leumit (południe)                  | Elitzur Natan Ashkelon                                                            | MS Ramat Aviv                                                                     | [ 160 ]         |
| Izrael               | Liga Leumit (północ)                    | Elitzur Kefar Sawa                                                                | Elitzur Karmiel                                                                   | [ 161 ]         |
| Kosowo               | Liga e Parë (runda jesienna)            | KV Feronikeli                                                                     | KV AS Vushtrria                                                                   |                 |
| Kosowo               | Liga e Parë (runda wiosenna)            | KV Prishtina                                                                      | KV Vjosa                                                                          | [ 162 ]         |
| Litwa                | TOP SPORT I lyga                        | Kelmė                                                                             | Marito Kowno                                                                      | [ 163 ]         |
| Luksemburg           | Division 1                              | Escher VBC 2                                                                      | Volley Bartreng 2                                                                 |                 |
| Luksemburg           | Puchar FLVB                             | VB Amber-Lënster                                                                  | Volley Bartreng 2                                                                 | [ 164 ]         |
| Łotwa                | Nacionālā līga                          | VK Vecumnieki                                                                     | Augšdaugava                                                                       | [ 165 ]         |
| Mołdawia             | I liga                                  | DOR-ŞS Nr 12                                                                      | HMSK Kiszyniów                                                                    | [ 166 ]         |
| Niemcy               | 2. Bundesliga Nord                      | TuS Mondorf                                                                       | Moerser SC                                                                        | [ 167 ]         |
| Niemcy               | 2. Bundesliga Süd                       | Baden Volleys SSC Karlsruhe                                                       | TSV Mimmenhausen                                                                  | [ 168 ] [ 169 ] |
| Norwegia             | 1. divisjon                             | NTNUI 2                                                                           | TIF Viking Bergen 2                                                               |                 |
| Polska               | Tauron 1. Liga                          | BBTS Bielsko-Biała                                                                | MKS Będzin                                                                        | [ 170 ]         |
| Portugalia           | II Divisão                              | Ala de Nun'Álvares de Gondomar                                                    | CA Madalena                                                                       |                 |
| Rosja                | Wysszaja liga «A»                       | Nowa Nowokujbyszewsk                                                              | Dinamo Czelabińsk                                                                 | [ 171 ]         |
| Rumunia              | Divizia A2 Vest                         | ACS Volei Club Zalău 2015                                                         | CS Oțelu Roșu                                                                     | [ 172 ]         |
| Rumunia              | Divizia A2 Est                          | Academia de Volei Tomis Constanta                                                 | CSM Suceava                                                                       | [ 173 ]         |
| Rumunia              | Turneu Promovare Divizia A1             | Academia de Volei Tomis Constanta                                                 | CSM Suceava                                                                       | [ 174 ] [ 175 ] |
| Serbia               | BPŠ Prva liga                           | Jedinstvo Stara Pazova                                                            | Karađorđe Topola                                                                  |                 |
| Słowacja             | 1. liga (Západ)                         | VK Spartak UJS Komárno                                                            | ŠK Lokomotiv Komjatice                                                            |                 |
| Słowacja             | 1. liga (Východ)                        | ŠK Gymnázium Humenné                                                              | VO AC UNIZA Žilina                                                                |                 |
| Słowenia             | 2. DOL                                  | Črnuče II                                                                         | Kostanjevica na Krki                                                              | [ 176 ]         |
| Szkocja              | League One                              | Glasgow Mets                                                                      | Lenzie                                                                            | [ 177 ] [ 178 ] |
| Szwajcaria           | Nationalliga B                          | VBC Servette Star-Onex                                                            | Lutry-Lavaux Volleyball                                                           | [ 179 ]         |
| Szwecja              | Division 1 Norra                        | Jomala IK                                                                         | KFUM Örebro                                                                       |                 |
| Szwecja              | Division 1 Södra                        | Göteborg Volley                                                                   | Habo Wolley B                                                                     |                 |
| Turcja               | Alpaslan Endüstri 1. Ligi               | Türşad                                                                            | Hatay Büyükşehir Belediyespor                                                     | [ 180 ]         |
| Ukraina              | Wyszcza liha-Dmart                      | W związku z inwazją Rosji na Ukrainę rozgrywki zostały przerwane i niedokończone. | W związku z inwazją Rosji na Ukrainę rozgrywki zostały przerwane i niedokończone. | [ 54 ]          |
| Węgry                | NB I Liga                               | MÁV Előre SC-Foxconn                                                              | Vidux-Szegedi RSE                                                                 |                 |
| Włochy               | Serie A2 Credem Banca                   | Conad Reggio Emilia                                                               | BAM Acqua S.Bernardo Cuneo                                                        | [ 181 ]         |
| Włochy               | Puchar Serie A2                         | Conad Reggio Emilia                                                               | BAM Acqua S.Bernardo Cuneo                                                        | [ 182 ]         |
| Włochy               | Superpuchar Serie A2                    | Agnelli Tipiesse Bergamo                                                          | Conad Reggio Emilia                                                               | [ 183 ]         |